# 佩奇·伦哈特
佩奇·伦哈特（英語：Paige Leonhardt，2000年9月21日—），澳大利亚女子游泳运动员。她曾代表澳大利亚参加2016年和2020年夏季残疾人奥林匹克运动会游泳比赛，其中2020年夏季残奥会获得一枚银牌。